# Натальевское сельское поселение
Натальевское сельское поселение — муниципальное образование в Неклиновском районе Ростовской области. 
Административный центр поселения — село Натальевка.

## Административное устройство
В состав Натальевского сельского поселения входят:
- село Натальевка;
- хутор Ломакин;
- хутор Николаево-Отрадное;
- хутор Рожок.

## Население
| 2010  | 2012  | 2013  | 2014  | 2015  | 2016  | 2017  |
| ----- | ----- | ----- | ----- | ----- | ----- | ----- |
| 2670  | ↘2569 | ↘2543 | ↘2492 | ↗2495 | ↘2493 | ↘2476 |
| 2018  | 2019  | 2020  | 2021  |       |       |       |
| ↘2417 | ↘2326 | ↘2307 | →2307 |       |       |       |

## Археология
На северном побережье Таганрогского залива у хутора Рожок на многослойной стоянке Рожок 1 (микулинское межледниковье) в IV (мустьерском) слое был найден коренной зуб палеоантропа, в морфологии которого, наряду с архаичными особенностями, выделены и сапиентные.